# ایگشن
ایگشن (به نروژی: Eigersund) یک شهرداری در نروژ است که در روگالاند واقع شده‌است.

## خصوصیات
ایگشن ۴۳۲ کیلومترمربع مساحت و ۱۳٬۳۸۸ نفر جمعیت دارد.